# Happoradio
Happoradio (z fińskiego: kwasowe radio) - założony w 2001 roku w Helsinkach fiński zespół rockowy. Pierwszy sukces odniósł w roku 2003 singlem Pois Kalliosta. W tym samym roku ukazała się pierwsza płyta zespołu, Asemalla (Na dworcu). Swoje piosenki zespół wykonuje w języku fińskim.

## Skład
- Aki Tykki - śpiew, gitara, instrumenty klawiszowe
- AH Haapasalo - gitara, wokal wspierający (od 2003 roku)
- Jatu Motti - gitara basowa
- Markku DeFrost - perkusja

### Byli członkowie
- Miki Pii - gitara (2001 - 2003)

## Dyskografia

### Albumy
- Asemalla (2003)
- Pienet ja keskisuuret elämät (2004)
- Vuosipäivä (2006)
- Kaunis minä (2008)
- Puolimieli (2010)
- Jälkiä 2001-2011 (2011)

### Single
- Pahoille teille - 09/2002
- Sinä - 01/2003
- Pois Kalliosta - 03/2003
- Ikävä ihollesi - 2003
- Kaupunki täynnä ihmisiä - 04/2004
- Tanssi - 08/2004
- Linnusta sammakoksi - 10/2004
- Hitaasti - 02/2005
- Tavikset - 02/2006
- HC-sää - 08/2006
- Suru on - 12/2006
- Unelmia ja toimistohommia - 09/2007
- Hirsipuu - 05/2008
- Che Guevara - 08/2008
- Puhu äänellä jonka kuulen - 11/2008
- Olette kauniita - 03/2009
- Ihmisenpyörä - 06/2010
- Pelastaja - 09/2010
- Ahmat tulevat - 01/2011
- Rakkaus – 08/2011
- Hiljaa niin kuin kuoleet - 10/2011

### Teledyski
- Sinä (2003)
- Pois Kalliosta (2003)
- Linnusta sammakoksi (2005)
- Tavikset (2006)
- Suru On (2006)
- Hirsipuu (2008)
- Che Guevara (2008)
- Puhu äänellä jonka kuulen (2008)
- Olette kauniita (2009)
- Pelastaja (2010)
- Ahmat tulevat (2011)
- Rakkaus (2011)
- Hiljaa niin kuin kuolleet (2011)